# Quercus alnifolia
Espèce
Synonymes
- Quercus alnifolia var. argentea Hadjik. & Hand[1]
- Quercus cypria Jaub. & Spach[1]

Statut de conservation UICN

 LC  : Préoccupation mineure
Quercus alnifolia est une espèce d'arbres du sous-genre Quercus (chêne) et de la section Lobatae. Cette espèce est native de l'île de Chypre. 

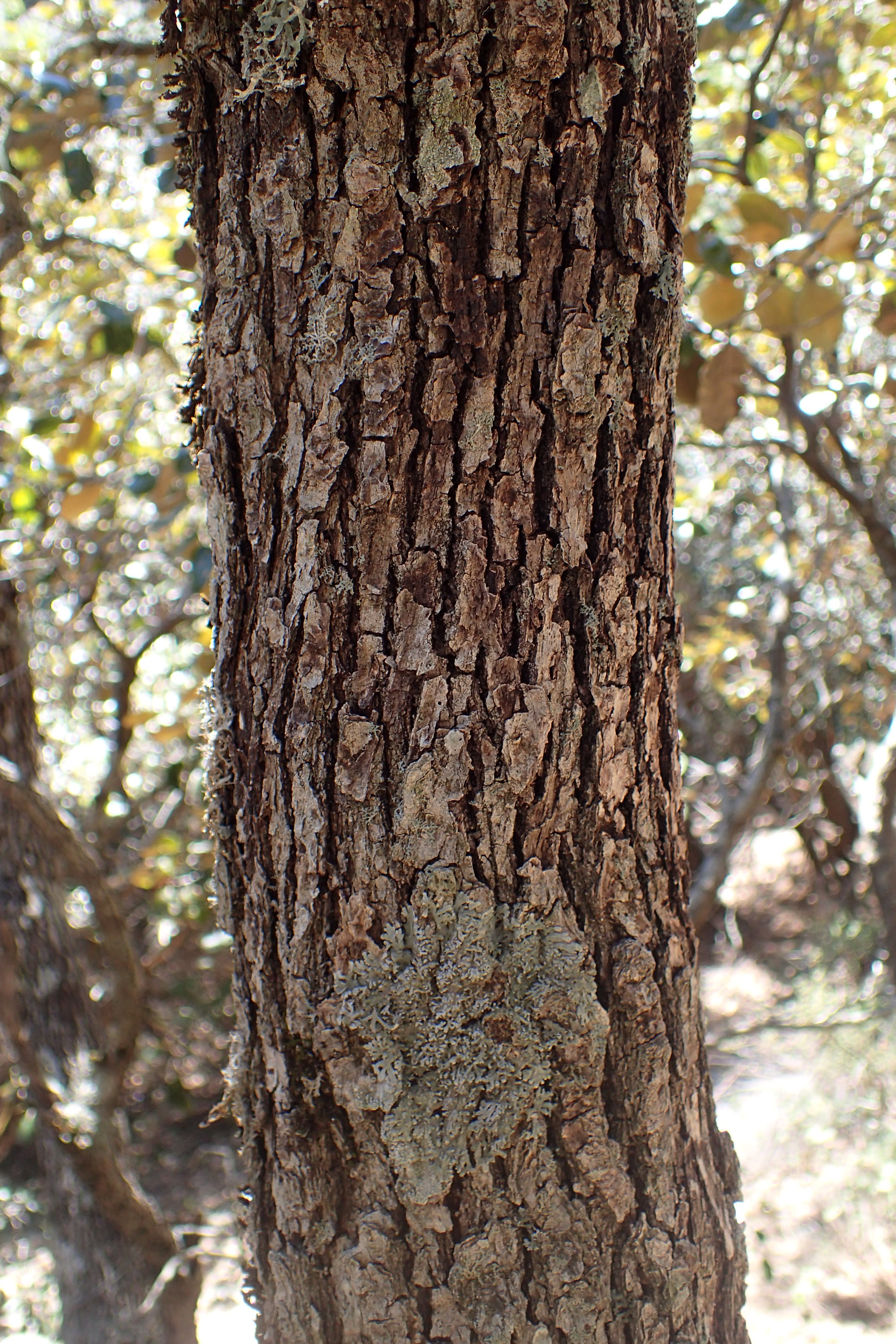
écorce
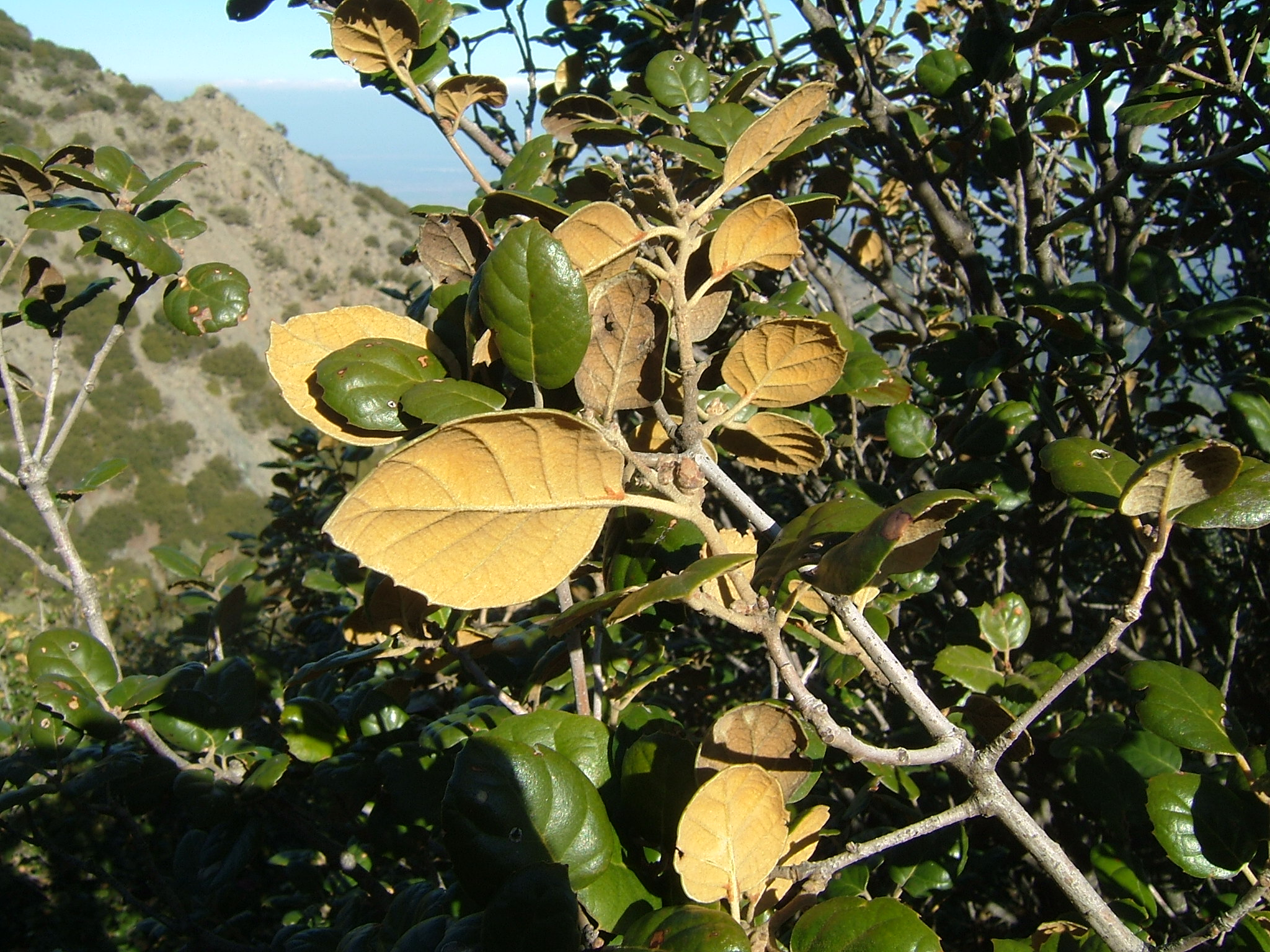
Faces supérieure et inférieure de feuilles
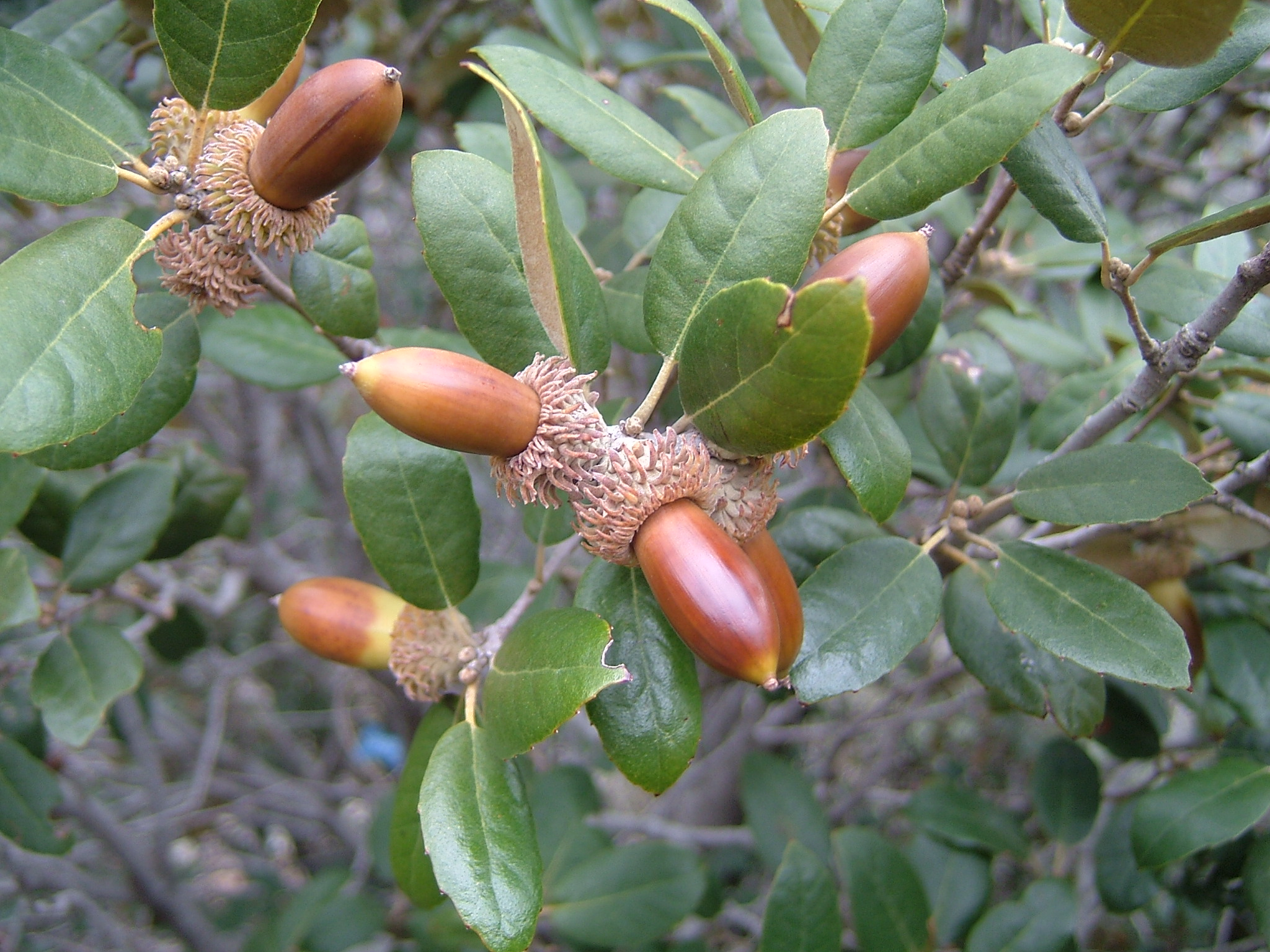
glands